# Omloop van de IJsseldelta
La Omloop van de IJsseldelta (oficialmente: Salverda Omloop van de IJsseldelta) es una carrera ciclista femenina de un día que se disputa en la provincia de Overijssel en los Países Bajos.
La carrera fue creada en el año 2009 como competencia amateur y a partir del 2015 hace parte del calendario internacional femenino de la UCI como carrera de categoría 1.2.

## Palmarés
| Año                     | Ganador              | Segundo              | Tercero              |           |
| ----------------------- | -------------------- | -------------------- | -------------------- | --------- |
| ediciones amateur       |                      |                      |                      |           |
| 2009                    | Noortje Tabak        | Loes Gunnewijk       | Mirjam Melchers      |           |
| 2010                    | Kirsten Wild         | Eefje Tabak          | Monique van de Ree   |           |
| 2011                    | Laura van der Kamp   | Marlen Jöhrend       | Janneke Busser Kanis |           |
| 2012                    | Carla Ryan           | Anna van der Breggen | Suzanne de Goede     |           |
| 2013                    | Anna van der Breggen | Vera Koedooder       | Roxane Knetemann     |           |
| 2014                    | Anna van der Breggen | Moniek Tenniglo      | Geerike Schreurs     |           |
| ediciones profesionales |                      |                      |                      |           |
| 2015                    | Kirsten Wild         | Monique van de Ree   | Kelly Markus         |           |
| 2016                    | Anna van der Breggen | Vera Koedooder       | Floortje Mackaij     |           |
| 2017                    | Nina Buysman         | Loes Adegeest        | Lucy Garner          |           |
| 2018                    | Lorena Wiebes        | Sarah Roy            | Annelies Dom         |           |
| 2019                    | Marta Tagliaferro    | Pernille Mathiesen   | Loes Adegeest        |           |
| 2020                    |                      |                      |                      |           |
| 2021                    | cancelada            | cancelada            | cancelada            | cancelada |
| 2022                    | cancelada            | cancelada            | cancelada            | cancelada |

## Palmarés por países
| País         | Victorias |
| ------------ | --------- |
| Países Bajos | 9         |
| Australia    | 1         |
| Italia       | 1         |